# Villarreal CF

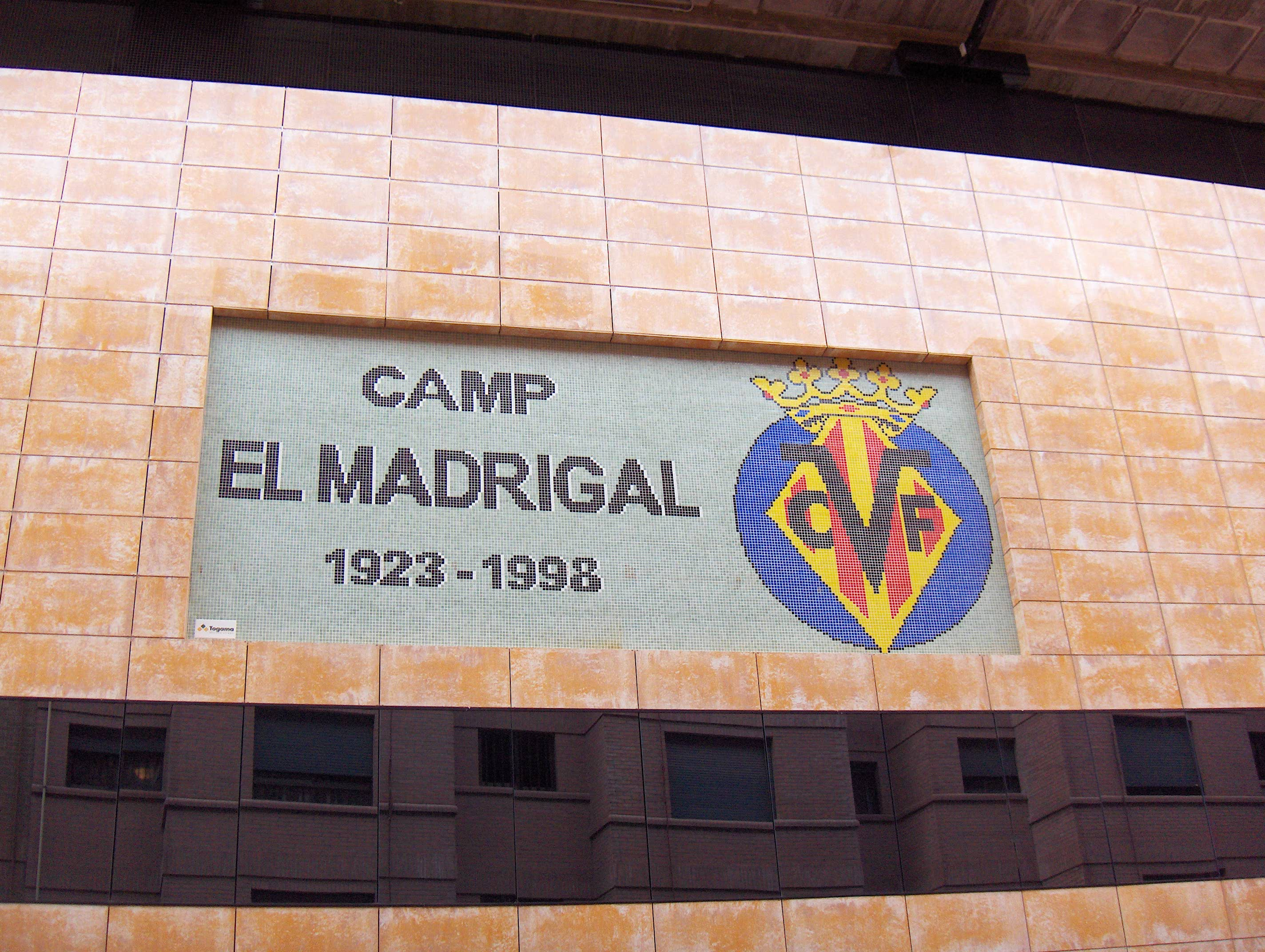
El Madrigal.

Villarreal Club de Fútbol SAD är en fotbollsklubb från Vila-real i regionen Valencia i Spanien. Klubben kallas ofta för El submarino amarillo ("den gula ubåten"). Villarreals hemmaarena är El Madrigal som tar 25 000 åskådare, vilket är hälften av alla invånare i Vila-real. Den öppnades den 17 juni 1923 med namnet Campo del Villarreal, men bytte namn till det nuvarande namnet 1925.
Klubben bildades 1923, och spelade först i regionala serier. Säsongen 1998/99 debuterade Villarreal i Primera Division, men har därefter pendlat till och från Segunda División.
Klubben tog 2003 sin första titel i Intertotocupen, och året därefter kvalade man till Uefacupen – där man bland annat mötte Hammarby IF, och nådde semifinal för att där förlora mot grannklubben Valencia.
Säsongen 2005/06 spelade Villareal i Champions League-gruppspelet och skrällvann detta där Manchester United, Benfica och Lille stod för motståndet. Villareal nådde slutligen en semifinalplats.
Säsongen 2020/21 vann Villarreal 2020/21 års upplaga av Uefa Europa League för första gången i sin historia - mot Manchester United. Matchen slutade 1-1 efter extra tid, med mål från Gerard Moreno och Edinson Cavani, och gick därmed till straffläggning. Efter 21 satta straffar på rad vann Villarreal straffläggningen med 11-10 efter att David de Gea missade sin straff.

## Spelare

### Spelartrupp
| Nr | Land      | Pos | Namn             |
| -- | --------- | --- | ---------------- |
| 1  | Spanien   | MV  | Sergio Asenjo    |
| 2  | Spanien   | F   | Mario Gaspar     |
| 3  | Spanien   | F   | Raúl Albiol      |
| 4  | Spanien   | F   | Pau Torres       |
| 5  | Spanien   | MF  | Dani Parejo      |
| 6  | Frankrike | MF  | Étienne Capoue   |
| 7  | Spanien   | A   | Gerard Moreno    |
| 8  | Argentina | F   | Juan Foyth       |
| 9  | Spanien   | A   | Paco Alcácer     |
| 10 | Spanien   | MF  | Vicente Iborra   |
| 11 | Nigeria   | A   | Samuel Chukwueze |
| 12 | Ecuador   | F   | Pervis Estupiñán |
| 13 | Argentina | MV  | Gerónimo Rulli   |

| Nr | Land            | Pos | Namn             |
| -- | --------------- | --- | ---------------- |
| 14 | Spanien         | MF  | Manu Trigueros   |
| 15 | Nederländerna   | A   | Arnaut Danjuma   |
| 16 | Senegal         | A   | Boulaye Dia      |
| 17 | Spanien         | A   | Dani Raba        |
| 18 | Spanien         | F   | Alberto Moreno   |
| 19 | Frankrike       | MF  | Francis Coquelin |
| 20 | Spanien         | F   | Rubén Peña       |
| 21 | Spanien         | MF  | Yeremi Pino      |
| 22 | Algeriet        | F   | Aïssa Mandi      |
| 23 | Spanien         | MF  | Moi Gómez        |
| 24 | Spanien         | F   | Alfonso Pedraza  |
| 25 | Elfenbenskusten | F   | Serge Aurier     |

### Utlånade spelare
| Nr | Land    | Pos | Namn                                         |
| -- | ------- | --- | -------------------------------------------- |
|    | Spanien | F   | Jorge Cuenca (i Getafe till 30 juni 2022)    |
|    | Spanien | F   | Xavi Quintillà (i Leganés till 30 juni 2022) |
|    | Spanien | MF  | Álex Baena (i Girona till 30 juni 2022)      |
|    | Spanien | MF  | Iván Martín (i Alavés till 30 juni 2022)     |
|    | Spanien | MF  | Javi Ontiveros (i Osasuna till 30 juni 2022) |

| Nr | Land      | Pos | Namn                                                       |
| -- | --------- | --- | ---------------------------------------------------------- |
|    | Spanien   | MF  | Manu Morlanes (i Espanyol till 30 juni 2022)               |
|    | Argentina | MF  | Santiago Cáseres (i Vélez Sarsfield till 31 december 2021) |
|    | Spanien   | A   | Álex Millán (i Cercle Brugge till 30 juni 2022)            |
|    | Spanien   | A   | Fer Niño (i Mallorca till 30 juni 2022)                    |
|    | Frankrike | A   | Haissem Hassan (i Mirandés till 30 juni 2022)              |

### Berömda tidigare spelare
- Fabricio Collocini
- Juan Roman Riquelme
- Olof Mellberg
- Juan Pablo Sorín
- Sonny Anderson
- Juliano Belletti
- Sylvinho
- Matías Fernández
- David Albelda
- Andrés Palop
- José Reina
- Angulo
- Santi Cazorla
- Nihat Kahveci
- Diego Forlan
- Robert Pirès

### Bästa målskyttar i högstadivisionen
- 1998–99:  Gheorghe Craioveanu - 13
- 2000–01:  Víctor - 14
- 2001–02:  Víctor - 14
- 2002–03:  Jorge López Montaña - 8
- 2003–04:  Sonny Anderson - 12
- 2004–05:  Diego Forlán - 25
- 2005–06:  Juan Román Riquelme - 12
- 2006–07:  Diego Forlán - 19
- 2007–08:  Nihat Kahveci - 18
- 2008–09:  Joseba Llorente - 15
- 2009–10:  Nilmar - 11
- 2010–11:  Giuseppe Rossi - 18
- 2011–12:  Marco Ruben - 9
- 2013–14:  Ikechukwu Uche - 14
- 2014–15:  Luciano Vietto - 12
- 2015–16:  Cédric Bakambu - 12
- 2016–17:  Cédric Bakambu - 11
- 2017–18:  Carlos Bacca - 15
- 2018–19:  Karl Toko Ekambi - 10
- 2019–20:  Gerard Moreno - 18
- 2020–21:  Gerard Moreno - 23

### Spelare med flest spelade matcher
Fetstil markerar spelare som fortfarande spelar för klubben
Fram tills den 25 april 2021
| # | Namn                 | Matcher |
| - | -------------------- | ------- |
| 1 | Bruno Soriano        | 425     |
| 2 | Mario Gaspar         | 401     |
| 3 | Manu Trigueros       | 371     |
| 4 | Marcos Senna         | 363     |
| 5 | Santi Cazorla        | 334     |
| 6 | Cani                 | 327     |
| 7 | Rodolfo Arruabarrena | 270     |
| 8 | Jaume Costa          | 267     |
| 9 | Javi Venta           | 253     |
| 9 | Gonzalo Rodríguez    | 253     |

## Meriter

### Internationellt
- Intertotocupen: 2 (2003, 2004)
- Semifinal i Champions League: 2 (2005/06, 2021/2022)
- Semifinal i Uefacupen: 1 (2004/05)
- Uefa Europa League: 1 (2020/21)